# آکیله گاوولیو
آکیله گاوولیو (ایتالیایی: Achille Gavoglio؛ زادهٔ ۱۸۹۲ - درگذشته نامشخص) بازیکن واترپلو اهل ایتالیا بود. وی در بازی‌های المپیک تابستانی ۱۹۲۴ شرکت کرده‌است.